# San Miguel Aguazuelos
San Miguel Aguazuelos är en ort i Mexiko.   Den ligger i kommunen Naolinco och delstaten Veracruz, i den sydöstra delen av landet, 240 km öster om huvudstaden Mexico City. San Miguel Aguazuelos ligger 1 398 meter över havet och antalet invånare är 326.
Terrängen runt San Miguel Aguazuelos är huvudsakligen kuperad, men åt nordost är den bergig. Terrängen runt San Miguel Aguazuelos sluttar söderut. Runt San Miguel Aguazuelos är det ganska tätbefolkat, med 100 invånare per kvadratkilometer. Närmaste större samhälle är Xalapa, 16,4 km sydväst om San Miguel Aguazuelos. I omgivningarna runt San Miguel Aguazuelos växer huvudsakligen savannskog.